# 4227 Kaali
4227 Kaali eller 1942 DC är en asteroid i huvudbältet som upptäcktes den 17 februari 1942 av den finska astronomen Liisi Oterma vid Storheikkilä observatorium. Den har fått sitt namn efter Kaalikratern i Estland.
Den tillhör asteroidgruppen Nysa.